# Championnats du monde de pentathlon moderne 1999
Navigation
Édition précédente Édition suivante
Les Championnats du monde de pentathlon moderne 1999 se sont tenus à Budapest, en Hongrie.

## Podiums

### Hommes
| Épreuves    | Or                                               | Argent                                                              | Bronze                                                         |
| ----------- | ------------------------------------------------ | ------------------------------------------------------------------- | -------------------------------------------------------------- |
| Individuel  | Hongrie Gábor Balogh                             | Tchéquie Libor Capalini                                             | Russie Dmitry Svatkovsky                                       |
| Par équipes | Hongrie Gábor Balogh Ákos Hanzély Péter Sárfalvi | Lituanie Edvinas Krungolcas Andrejus Zadneprovskis Eugenius Senuita | Biélorussie Pavel Dovgal Andrey Smirnov Aleksandr Bysov        |
| Relais      | Hongrie Gábor Balogh Ákos Hanzély Péter Sárfalvi | Russie Eduard Zenovka Denis Stoykov Rustam Sarbirkhuzin             | États-Unis Vakht'ang Iagorashvili Velizar Iliev Scott Christie |

### Femmes
| Épreuves    | Or                                                          | Argent                                                  | Bronze                                                     |
| ----------- | ----------------------------------------------------------- | ------------------------------------------------------- | ---------------------------------------------------------- |
| Individuel  | Hongrie Zsuzsanna Vörös                                     | Russie Yelizaveta Suvorova                              | Allemagne Kim Raisner                                      |
| Par équipes | Russie Yelizaveta Suvorova Marina Kolonina Tatyana Muratova | Royaume-Uni Kate Allenby Sian Lewis Stephanie Cook      | Italie Fabiana Fares Claudia Cerutti Federica Foghetti     |
| Relais      | Royaume-Uni Stephanie Cook Georgina Harland Sian Lewis      | Italie Emanuela Gabella Fabiana Fares Federica Foghetti | Biélorussie Galina Bashlakova Zhanna Shubenok Anna Vnukova |